# Балтийский и международный морской совет
Балтийский и международный морской совет (БИМКО или BIMCO) (англ. Baltic and International Maritime Council) — неправительственная организация, занимающаяся вопросами морской судоходной политики, унификации транспортных документов и информированием членов по различным аспектам международной морской торговли.
Членами БИМКО являются судовладельцы (в настоящее время более тысячи), судовые брокеры и агенты, клубы P&I и ассоциации из 121 страны мира.

## История
БИМКО был создан в Копенгагене в 1905 году и до 1985 года имел название Балтийской и международной морской конференции.

## Основные органы
Основными органами БИМКО являются:
- Общее собрание — высший орган, собирающийся раз в два года;
- Совет директоров — руководящий и контролирующий орган, включающий представителей судовладельцев из 20 стран;
- Комитет по документам. Занимается унификацией морских документов, включает представителей судовладельцев из 30 стран и одного представителя от каждого клуба, собирается два раза в год;
- Исполнительный комитет. Собирается 4 раза в год;
- Секретариат — обеспечивает текущую работу БИМКО.[источник не указан 1580 дней]

## Основные цели
- Защита интересов членов БИМКО;
- Разработка унифицированных документов (чартеров, коносаментов);
- Выпуск и разработка публикаций, электронных баз данных;
- Проведение учебных курсов и семинаров.[источник не указан 1580 дней]